# Wereldkampioenschappen wielrennen 1986
De wereldkampioenschappen wielrennen 1986 werden gehouden op 6 september in het Amerikaanse Colorado Springs. De wegwedstrijd bij de elite mannen werd gewonnen door Moreno Argentin, vóór Charly Mottet en Giuseppe Saronni. Eerste Belg was Ludo Peeters op de 9e plek, eerste Nederlander Nico Verhoeven op 13. In totaal kwamen 87 renners aan de finish. Bij de elite vrouwen won Jeannie Longo. Connie Meijer was eerste Nederlandse op de 11e plek, Agnes Dusart eerste Belgische op de 25e plek. In totaal kwamen 77 rijdsters aan de eindstreep.

## Koersverloop
Moreno Argentino vertrok als een van de grote favorieten. De wedstrijd was gesloten tot Argentin zelf een ontsnapping opzette, op zo'n 70 kilometer van het einde: elf renners, waarbij ook Laurent Fignon en Mottet, raakten voorop. Hun voorsprong groeide uit tot meer dan twee minuten. In het peloton laten vooral de Nederlanders de voorsprong slinken. Vooraan wordt er aangevallen; uiteindelijk raken Argentin, Gölz en Mottet voorop. Mottet werkt niet mee, omdat Fignon in een achtervolgend groepje zit. Op de laatste beklimming moet de West-Duitser Gölz lossen. Moreno Argentin trekt uiteindelijk de spurt aan, en Mottet raakt er niet meer over.

## Uitslagen
| Mannen – Individuele wegwedstrijd |                             |          |
| Plaats                            | Naam                        | Tijd     |
| Goud                              | Moreno Argentin             | 6u32'38" |
| Zilver                            | Charly Mottet               | +1"      |
| Brons                             | Giuseppe Saronni            | +9"      |
| 4                                 | Juan Fernandez Martin       | z.t.     |
| 5                                 | Sean Kelly                  | z.t.     |
| 6                                 | Alfonso Gutiérrez Gutiérrez | z.t.     |
| 7                                 | Greg LeMond                 | z.t.     |
| 8                                 | Jesper Worre                | z.t.     |
| 9                                 | Ludo Peeters                | z.t.     |
| 10                                | Federico Echave Musatadi    | z.t.     |
|                                   |                             |          |
| 13                                | Nico Verhoeven              | z.t.     |

| Vrouwen – Individuele wegwedstrijd |                    |          |
| Plaats                             | Naam               | Tijd     |
| Goud                               | Jeannie Longo      | 1u38'56" |
| Zilver                             | Janelle Parks      | +10"     |
| Brons                              | Alla Iakovleva     | z.t.     |
| 4                                  | Ute Enzenauer      | z.t.     |
| 5                                  | Unni Larsen        | z.t.     |
| 6                                  | Sandra Schumacher  | z.t.     |
| 7                                  | Roberta Bonanomi   | z.t.     |
| 8                                  | Tea Vikstedt-Nyman | +24"     |
| 9                                  | Irina Kolesnikova  | +34"     |
| 10                                 | Inga Thompson      | +43"     |
| 11                                 | Connie Meijer      | +48"     |
|                                    |                    |          |
| 25                                 | Agnes Dusart       | +1'43"   |

1921 · 
1922 · 
1923 · 
1924 · 
1925 · 
1926 · 
1927 · 
1928 · 
1929 · 
1930 · 
1931 · 
1932 · 
1933 · 
1934 · 
1935 · 
1936 · 
1937 · 
1938 · 
1946 · 
1947 · 
1948 · 
1949 · 
1950 · 
1951 · 
1952 · 
1953 · 
1954 · 
1955 · 
1956 · 
1957 · 
1958 · 
1959 · 
1960 · 
1961 · 
1962 · 
1963 · 
1964 · 
1965 · 
1966 · 
1967 · 
1968 · 
1969 · 
1970 · 
1971 · 
1972 · 
1973 · 
1974 · 
1975 · 
1976 · 
1977 · 
1978 · 
1979 · 
1980 · 
1981 · 
1982 · 
1983 · 
1984 · 
1985 · 
1986 · 
1987 · 
1988 · 
1989 · 
1990 · 
1991 · 
1992 · 
1993 · 
1994 · 
1995 · 
1996 · 
1997 · 
1998 · 
1999 · 
2000 · 
2001 · 
2002 · 
2003 · 
2004 · 
2005 · 
2006 · 
2007 · 
2008 · 
2009 ·
2010 · 
2011 · 
2012 · 
2013 · 
2014 · 
2015 · 
2016 · 
2017 · 
2018 · 
2019 · 
2020 ·
2021 ·
2022 ·
2023 ·
2024 ·
2025 ·
2026